# Ramón García de Sena
Ramón Eustaquio García de Sena y Loreto de Silva (1779-1814) fue un militar, poeta y periodista venezolano que combatió en la guerra de independencia de su país.

## Historia
Nació en La Victoria hacia 1779, hijo del militar español Ramón Eustaquio García de Sena y Rodríguez (1748-1807) y Manuela Loreto de Silva y Martínez de Porras. En 1802 fue cadete del Milicias Disciplinadas de Blancos de los valles de Aragua. Se unió al movimiento independentista con su familia, convirtiéndose en secretario de Guerra y Marina de la Primera República de Venezuela en 1812 cuando tenía el grado de subteniente. Ocupó el cargo al año siguiente, durante la Segunda República de Venezuela.
El 13 de septiembre de 1813 venció al coronel realista José Ceballos en la batalla de Cerritos Blancos. Después de la batalla de Araure, el 5 de diciembre, fue enviado como coronel a Barinas con 500 infantes, 400 lanceros y abundante parque, incluyendo a José Antonio Páez. Del 12 al 19 de enero de 1814 dirigió la defensa de Barinas contra el asedio del caudillo realista, capitán Antonio Puig (o Puy). Posteriormente se retiró de la ciudad. Murió el 15 de junio de 1814 en la segunda batalla de La Puerta.
Hacia 1812 se casó en Caracas con Gertrudis Rodríguez del Toro y Loreto de Silva, con quien tuvo a Clorinda García de Sena Rodríguez del Toro al año siguiente.